# São Sepé
São Sepé (San Sepé) es un municipio brasileño del estado de Rio Grande do Sul.
Sus coordenadas geográficas son (30°09′39″S 53°33′54″O / -30.16083, -53.56500), estando a una altitud de 85 metros sobre el nivel del mar. Su población es de 23.798 habitantes
El ejido del municipio abarca una superficie de 2176,4 km².

## Etimología
El nombre de esta población conmemora al héroe misionero oriental Sepé Tiarayú quien, por su trágica muerte ha devenido en un santo popular.